# Diabolus in Musica
| 전문가 평가                      | 전문가 평가 |
| 평가 점수                        | 평가 점수   |
| 출처                             | 점수        |
| -------------------------------- | ----------- |
| AllMusic                         | [ 1 ]       |
| Collector's Guide to Heavy Metal | 9/10        |
| Entertainment Weekly             | C+          |
| Metal Forces                     | 4/10        |
| Kerrang!                         | [ 5 ]       |
| Metal Hammer                     | 9/10        |
| Q                                | [ 7 ]       |
| The Rolling Stone Album Guide    | [ 8 ]       |
| Rock Hard                        | 8.5/10      |
| Spin                             | 4/10        |

《Diabolus in Musica》는 1998년 6월 9일, 아메리칸 레코딩스에 의해 발매된 미국의 스래시 메탈 밴드 슬레이어의 여덟 번째 스튜디오 음반이다. 기타리스트 제프 한네만이 음반의 내용 대부분을 작곡했는데, 이는 슬레이어의 가장 실험적인 것으로 묘사되었다. 이 음반은 밴드의 첫 번째 음반으로 주로 C ♯ 튜닝으로 연주되었으며, 부조화로 유명한 음악 간격을 따라 이름을 지었다. 음반에서 탐구된 서정적인 주제에는 종교, 성, 문화적 일탈, 죽음, 정신 이상, 전쟁 및 살인이 포함되었다.
비평가들로부터 엇갈린 평가를 받았음에도 불구하고, 《Diabolus in Musica》는 빌보드 200에서 31위로 정점을 찍었고, 판매 첫 주에 46,000장 이상이 팔렸다. 2009년까지, 미국에서 306,000장 이상이 팔렸다.

## 배경
폴 보스타프는 1997년 초, 그의 짧은 부업 프로젝트인 더 트루스 어바웃 씨푸드 이후 슬레이어로 돌아왔고, 몇 달 후 밴드는 녹음 스튜디오에 들어갔다. 《Diabolus in Musica》는 오션 웨이 레코딩에서 녹음되었고, 1997년 9월까지 완성되었다. 다음 달에 발매될 예정이었지만 아메리칸 레코딩스가 컬럼비아 레코드에 인수된 후 1998년 중반까지 연기되었다.
슬레이어 기타리스트 제프 한네만은 "우리가 이 음반을 쓸 때 저는 이길 무언가를 찾고 있었습니다. 저는 이길 무언가를 원했지만, 지금 저에게 감동을 주는 것은 없습니다. 어떤 것도 제가 그것을 이기도록 영감을 줄 수 있을 만큼 공격적이거나 무겁지 않게 들리기 때문에, 저는 단지 제 자신의 것을 생각해 내야 했습니다."라고 작곡 과정을 설명했다.
《팝매터스》의 애드리언 베그랜드는 슬레이어가 조율된 기타, 탁한 코드 구조, 휘몰아치는 비트 등을 음악에 도입했다고 느꼈다. 그는 이러한 특성들이 당시 급성장하고 있던 누 메탈 장면에 대응하여 채택되었다고 믿었다. 그 결과, 《Diabolus in Musica》는 누 메탈, 그루브 메탈과 얼터너티브 메탈로 묘사되었다.

## 제목
《Diabolus in Musica》는 "The Devil in Music(음악 속의 악마)" 또는 셋온음의 라틴어 용어이다. 중세 음악 규칙은 이러한 특정한 부조화를 허용하지 않았다. 한 신화에 따르면, 음정은 성적인 것으로 여겨졌고 악마를 불러 일으켰고, 슬레이어 보컬리스트이자 베이시스트인 톰 아라야는 농담 삼아 사람들이 음정을 쓰고 사용했기 때문에 처형되었다고 말했다.

## 곡 목록
| #   | 제목                       | 작사·작곡          | 재생 시간 |
| --- | -------------------------- | ------------------ | --------- |
| 1.  | 〈Bitter Peace〉           | 제프 한네만        | 4:32      |
| 2.  | 〈Death's Head〉           | 한네만             | 3:34      |
| 3.  | 〈Stain of Mind〉          | 한네만, 케리 킹    | 3:24      |
| 4.  | 〈Overt Enemy〉            | 한네만             | 4:41      |
| 5.  | 〈Perversions of Pain〉    | 한네만, 킹         | 3:33      |
| 6.  | 〈Love to Hate〉           | 한네만, 킹         | 3:07      |
| 7.  | 〈Desire〉                 | 한네만, 톰 아라야  | 4:19      |
| 8.  | 〈In the Name of God〉     | 킹                 | 3:40      |
| 9.  | 〈Scrum〉                  | 한네만, 킹         | 2:16      |
| 10. | 〈Screaming from the Sky〉 | 한네만, 아라야, 킹 | 3:12      |
| 11. | 〈Point〉                  | 킹                 | 4:11      |